# Anatolij Krawczenko
Anatolij Anatoljewicz Krawczenko (ros. Анатолий Анатольевич Кравченко; ur. 29 sierpnia 1958) – radziecki zapaśnik startujący w stylu klasycznym.
Srebrny medalista mistrzostw Europy w 1980. Pierwszy w Pucharze Świata w 1980. Mistrz świata juniorów w 1977 roku.
Trzeci na mistrzostwach ZSRR w 1980 roku.